# For Reasons Unknown
«For Reasons Unknown» (en español, «por razones desconocidas») es una canción de la banda estadounidense de rock The Killers, la cual fue escrita por el vocalista de la banda Brandon Flowers y fue producida por Flood y Alan Moulder y los miembros de la banda para su álbum de estudio Sam's Town de 2006. La canción fue lanzada como cuarto sencillo del álbum en Reino Unido el 25 de junio de 2007.

## Información general
"For Reasons Unknown" es una canción con estilo indie y rock adulto, es una de las mejores canciones del álbum Sam's Town (2006), la letra trata sobre una supuesta separación amorosa, que según la canción es por razones desconocidas, trata además sobre el fin de algo que parecía tener futuro pero terminó fácilmente. La canción fue lanzada como sencillo para Reino Unido únicamente, teniendo un éxito modesto en el UK Singles Chart alcanzando la posición 53. Para el lanzamiento del sencillo se incluyeron como lados B, las canciones "Romeo and Juliet" un cover de Dire Straits y una versión acústica de la canción "Sam's Town" las cuales fueron grabadas en vivo en los Estudios Abbey Road. Formó parte de la banda sonora de la película How to Lose Friends and Alienate People. En el último recital brindado en Buenos Aires el cantante de la banda Brandon Flowers cito antes de iniciar dicho tema musical fue inspirado por su abuela que sufría la enfermedad alzheimer.

## Video musical
El video musical para "For Reasons Unknown" debutó en Reino Unido el 18 de mayo de 2007, el clip aparece en blanco y negro, durante este aparecen los miembros de The Killers vestidos de vaqueros montando caballos en medio del desierto, Brandon Flowers (vocalista) aparece tocando el bajo y vestido con un saco y sombrero blancos, Mark Stoermer (bajista) aparece tocando la guitarra junto a Dave Keuning. Esta particular disposición del grupo resultó no ser casual, ya que cuando la canción es tocada en directo, Brandon toca el bajo mientras Dave y Mark tocan sendas guitarras.

## Formatos
Reino Unido 7" Single:
1. «For Reasons Unknown» - 3:32
2. «Romeo and Juliet» (en vivo en Abbey Road Studios) - 5:25

 Reino Unido CD Single:
1. «For Reasons Unknown» - 3:32
2. «Sam's Town» (en vivo en Abbey Road Studios) - 5:25